# Берри, Билл (футболист, 1884)
Уи́льям Алекса́ндер Бе́рри (англ. William Alexander Berry; июль 1884 — 1 марта 1943), также известный как Билл Бе́рри (англ. Bill Berry) — английский футболист, выступавший на позициях крайнего правого и центрального нападающего.

## Биография
Уроженец Сандерленда, Билл начал играть в футбол за местные команды «Оукхилл» и «Сандерленд Ройал Роверс». В сентябре 1902 года стал игроком «Сандерленда». Провёл за команду 1 товарищеский матч.
С 1903 по 1906 год выступал за лондонский клуб «Тоттенхэм Хотспур».
В ноябре 1906 года перешёл в «Манчестер Юнайтед». Дебютировал за клуб 17 ноября 1906 года в матче против «Уэнсдей». В первых двух матчах играл на позиции правого крайнего нападающего, затем выступал на позициях правого инсайда и центрфорварда. Всего в сезоне 1906/07 провёл за «Юнайтед» 9 матчей в чемпионате. В последующих двух сезонах провёл за команду только 5 матчей, забив 1 мяч.
В феврале 1909 года был выставлен на трансфер, и в том же месяце был продан в клуб «Стокпорт Каунти», за который провёл 14 матчей и забил 3 мяча.